# Skocznia narciarska w Rabce
Skocznia narciarska w Rabce – nieistniejąca obecnie skocznia narciarska położona w Rabce, na stokach Grzebienia (677 m n.p.m.). Obiekt funkcjonował w latach 1931-1939.
Skocznia powstała z inicjatywy Sekcji Narciarskiej rabczańskiego Ogniska Związku Podhalan. Obiekt, wybudowany według planów i pod kierownictwem kpt. Romana Loteczki, powstał w okresie od października do listopada 1931 roku. Pierwsze próbne skoki miały na nim miejsce 21 grudnia 1931 roku, a oddał je Bronisław Czech (42 i 45 metrów). Natomiast oficjalne otwarcie skoczni, połączone z zawodami miało miejsce 24 stycznia 1932 roku. Zwycięzcą tych zawodów został Izydor Gąsienica-Łuszczek.
Wśród zawodów, które odbyły się na obiekcie, wymienić należy m.in.:
- Narciarskie Mistrzostwa IV Okręgu w dniach 21-22 stycznia 1933 – w rozgrywanych na skoczni zawodach w kombinacji norweskiej zwyciężył Bronisław Czech przed Stanisławem Marusarzem,
- Międzynarodowe Akademickie Narciarskie Mistrzostwa Polski w 1936 roku, z udziałem zawodników z Czechosłowacji, Niemiec, Norwegii, Szwecji, Austrii i Jugosławii,
- Mistrzostwa Narciarskie Sokolstwa Polskiego w dniach 6-7 lutego 1937 roku – wówczas to rekord skoczni pobił Roman Serafin.

Ponadto ze skoczni korzystali skoczkowie z Zakopanego, a następnie z Nowego Targu, Jordanowa oraz samej Rabki.
Obiekt przestał istnieć w pierwszych miesiącach II wojny światowej, rozebrany przez Niemców.